# Gouvernement Lacalle Pou
République orientale de l'Uruguay
Vázquez II Orsi
Le gouvernement Lacalle Pou (en espagnol : Gobierno de Luis Lacalle Pou) est le gouvernement de la république orientale de l'Uruguay du 1er mars 2020 au 1er mars 2025, durant la 49e législature de l'Assemblée générale, sous la présidence de Luis Alberto Lacalle Pou.

## Composition
Le tableau suivant présente la composition du cabinet ministériel sous la présidence de Luis Lacalle Pou. 
| Poste                                                  | Titulaire | Titulaire              | Période                            | Parti  |
| ------------------------------------------------------ | --------- | ---------------------- | ---------------------------------- | ------ |
| Président                                              |           | Luis Lacalle Pou       | depuis le 1er mars 2020            | PN     |
| Ministre de l'Intérieur                                |           | Jorge Larrañaga        | 1er mars 2020 - 22 mai 2021        | PN     |
| Ministre de l'Intérieur                                |           | Luis Alberto Heber     | 24 mai 2021 - 6 novembre 2023      | PN     |
| Ministre de l'Intérieur                                |           | Nicolás Martinelli     | depuis le 6 novembre 2023          | PN     |
| Ministre des Affaires étrangères                       |           | Ernesto Talvi          | 1er mars - 6 juillet 2020          | PC     |
| Ministre des Affaires étrangères                       |           | Francisco Bustillo     | 6 juillet 2020 - 1er novembre 2023 | Indép. |
| Ministre des Affaires étrangères                       |           | Diego Escuder          | 2 - 6 novembre 2023 (intérim)      |        |
| Ministre des Affaires étrangères                       |           | Omar Paganini          | depuis le 6 novembre 2023          | PN     |
| Ministre de l'Économie et des Finances                 |           | Azucena Arbeleche      | depuis le 1er mars 2020            | PN     |
| Ministre de la Défense nationale                       |           | Javier García Duchini  | depuis le 1er mars 2020            | PN     |
| Ministre de l'Éducation et de la Culture               |           | Pablo da Silveira      | depuis le 1er mars 2020            | PN     |
| Ministre de l'Industrie, de l'Énergie et des Mines     |           | Omar Paganini          | 1er mars 2020 - 6 novembre 2023    | PN     |
| Ministre de l'Industrie, de l'Énergie et des Mines     |           | Elisa Facio            | depuis le 6 novembre 2023          | PN     |
| Ministre de la Santé publique                          |           | Daniel Salinas         | 1er mars 2020 - 13 mars 2023       | CA     |
| Ministre de la Santé publique                          |           | Karina Rando           | depuis le 13 mars 2023             | CA     |
| Ministre de l'Élevage, de l'Agriculture et de la Pêche |           | Carlos María Uriarte   | 1er mars 2020 - 27 juin 2021       | PC     |
| Ministre de l'Élevage, de l'Agriculture et de la Pêche |           | Fernando Mattos        | depuis le 27 juin 2021             | PC     |
| Ministre du Travail et de la Sécurité sociale          |           | Pablo Mieres           | depuis le 1er mars 2020            | PI     |
| Ministre des Transports et des Travaux publics         |           | Luis Alberto Heber     | 1er mars 2020 - 24 mai 2021        | PN     |
| Ministre des Transports et des Travaux publics         |           | José Luis Falero       | depuis le 25 mai 2021              | PN     |
| Ministre du Tourisme                                   |           | Germán Cardoso         | 1er mars 2020 - 22 août 2021       | PC     |
| Ministre du Tourisme                                   |           | Tabaré Viera           | depuis le 23 août 2021             | PC     |
| Ministre du Logement et de l'Aménagement territorial   |           | Irene Moreira          | 1er mars 2020 - 5 mai 2023         | CA     |
| Ministre du Logement et de l'Aménagement territorial   |           | Raúl Lozano            | depuis le 9 mai 2023               | CA     |
| Ministre du Développement social                       |           | Pablo Bartol           | 1er mars 2020 - 3 mai 2023         | PN     |
| Ministre du Développement social                       |           | Martín Lema            | depuis le 3 mai 2021               | PN     |
| Ministre de l'Environnement                            |           | Adrián Peña            | 27 août 2020 - 30 janvier 2023     | PC     |
| Ministre de l'Environnement                            |           | Robert Bouvier         | depuis le 30 janvier 2023          | PC     |
| Secrétaire aux Sports                                  |           | Sebastián Bauzá        | depuis le 1er mars 2020            | PN     |
| Secrétaire de la Présidence                            |           | Álvaro Delgado Ceretta | 1er mars 2020 - 21 décembre 2023   | PN     |
| Secrétaire de la Présidence                            |           | Rodrigo Ferrés         | depuis le 21 décembre 2023         | PN     |
| Sous-secrétaire de la Présidence                       |           | Rodrigo Ferrés         | 1er mars 2020 - 21 décembre 2023   | PN     |
| Sous-secrétaire de la Présidence                       |           | Mariana Cabrera        | depuis le 21 décembre 2023         | PN     |
| Directeur du Bureau de la planification et du budget   |           | Isaac Alfie            | depuis le 1er mars 2020            | PC     |
| Président de la Banque centrale                        |           | Diego Labat            | depuis le 1er mars 2020            | PN     |